# Franz von Papen

Franz von Papen under Nürnbergprocessen.

Franz Joseph Hermann Michael Maria von Papen (lyssna (fil)), född 29 oktober 1879 i Werl, död 2 maj 1969 i Obersasbach, var en tysk politiker, diplomat och militär. Han var tidvis oberoende, tidvis centrumpolitiker. von Papen var tysk rikskansler mellan juni och november 1932 och senare, i Hitlers regering, vicekansler från den 30 januari 1933 till den 7 augusti 1934.
Efter andra världskriget ställdes von Papen inför rätta inför den internationella militärtribunalen i Nürnberg. Domstolen ansåg honom icke skyldig enligt åtalspunkterna och frikände honom.

## Biografi
von Papen, som tillhörde en adlig familj, började sin bana som kavalleriofficer och var några år före första världskriget militärattaché i Mexiko, senare i Washington. Han anklagades här av ententen för spioneri. Efter att ha blivit hemsänd efter USA:s inträde i kriget i april 1917, tjänstgjorde han 1918 som generalstabschef vid 4:e turkiska armén under fälttåget i Palestina. Papens parlamentariska verksamhet inskränkte sig länge till medlemskap i den preussiska lantdagen, där han satt 1921–1932 som representant för centrumpartiet. Han utövade dock ett mera betydelsefullt politiskt inflytande än allmänheten hade kunskap om, bland annat i egenskap av ordförande för partiorganet Germania. Inom partiet företrädde von Papen alltid en konservativt orienterad politik, ofta i motsats till partiledningens linje.

### Rikskansler
von Papen, som sedan slutet av 1920-talet tillhörde president Hindenburgs innersta krets, utsågs, efter regeringen Brünings avsked, 1 juni 1932 till rikskansler och chef för det så kallade baronkabinettet, en regering utgjord av högadliga teknokrater utan stöd i riksdagen. Den 20 juli avsatte han också, under kuppliknande former, Preussens socialdemokratiska regering och gjorde sig själv till rikskommissarie.
Efter att hans första statsbudget avslagits lät von Papen upplösa riksdagen och utlyste nyval, vilket ägde rum 31 juli. Samtidigt regerade han med stöd av paragraf 48 i författningen, genom så kallade nödförordningar. I hopp om kunna stabilisera läget förde von Papen och hans krets efter valet underhandlingar med dess största segrare, nazisterna, varvid Hitler erbjöds posten som vicekansler i hans regering, något som denne dock avvisade. Efter hot om misstroendeförklaring från den nya riksdagens sida i september 1932, lät von Papen på nytt upplösa densamma och föranstaltade om nya val i november månad, i vilka nazisterna förlorade två miljoner röster. Stärkt av nazisternas tillbakagång erbjöd von Papen på nytt, och på samma villkor som tidigare, Hitler inträde i regeringen. Denne krävde dock posten som rikskansler, något som president Hindenburg inte kunde acceptera. 
Efter meningsskiljaktigheter inom administrationen om den framtida politiska strategin, tvingades von Papen kort efter valet att avgå och han efterträddes av general von Schleicher, som tillträdde i början av december. von Schleicher försökte splittra nazisterna genom att bland annat erbjuda Gregor Strasser och hans falang ministerposter. von Schleichers manöver kom dock att undermineras av von Papen, som samtidigt lyckades komma överens med det konservativa partiet DNVP och Hitler om en ny regering, med Hitler som rikskansler och sig själv som vicekansler och regeringschef i den största delstaten, Preussen. 
von Papen, som på detta sätt hoppades kunna tygla Hitler och nazisterna, lyckades förmå president Hindenburg att acceptera regeringsförslaget, varvid Schleicher avskedades för att efterträdas av regeringen Hitler 30 januari 1933. I Hitlers kabinett hade nazisterna endast två ministerposter (Wilhelm Frick som i stort sett maktlös inrikesminister och Hermann Göring som minister utan portfölj) men med chefskapet för regeringen i Hitlers hand var Papens spel snart förlorat, och hans politiska inflytande minskade snabbt. Inom ett halvår var nazisternas makt total, regeringen nazifierad och alla andra partier förbjudna.

### Diplomat
von Papen ledde förhandlingarna med Vatikanen om ett nytt konkordat och blev den som jämte kardinal Eugenio Pacelli undertecknade det slutliga Reichskonkordat den 20 juli 1933. 
Den 17 juni 1934 höll von Papen ett tal på universitet i Marburg. Han riktade kritik mot den nationalsocialistiska regeringen och förkastade dess användning av våld. Talet gjorde Hitler rasande och han menade att von Papen och de som hade skrivit talet – Erich Klausener, Herbert von Bose och Edgar Julius Jung – samt SA-chefen Ernst Röhm förberedde en statskupp. Kort därefter, i samband med de långa knivarnas natt, mördades Klausener, von Bose, Jung och Röhm, medan von Papen skonades. Av naturliga skäl bedömdes han därefter som opålitlig och avskedades i början av augusti som vicekansler, när Hitler efter president Hindenburgs död utsåg sig själv till statschef. von Papen var därefter utsänd som Tyska rikets chefsdiplomat i Österrike för att undergräva regeringen Schuschnigg och därmed bereda mark för Anschluss, Tysklands annektering av Österrike. Under andra världskriget var von Papen ambassadör i Turkiet fram till 1944, då de diplomatiska förbindelserna mellan de båda länderna bröts.

### Nürnbergprocessen
Tillsammans med 21 andra tyska politiker och militärer ställdes von Papen i november 1945 inför Internationella militärtribunalen i Nürnberg, där han åtalades för planerande av anfallskrig och brott mot freden. Domstolen fastslog att von Papen hade hjälpt Hitler att gripa makten i januari 1933, men att han inte hade deltagit i Tysklands planer på anfallskrig. Den 1 oktober 1946 frikändes von Papen och släpptes ur fängelset i Nürnberg.
Stora delar av den tyska allmänheten var fientligt inställd mot von Papen – mannen som hade hjälpt Hitler till makten – och mot den friande domen. Inom kort arresterades von Papen av tyska myndigheter och dömdes den 1 februari 1947 av en tysk denazifieringsdomstol till åtta års fängelse. Fängelsetiden tillbringade han dock på olika lägersjukhus. I ett läger i Regensburg blev han misshandlad av en medfånge som tidigare hade varit SS-officer; von Papen fick frakturer på näs- och käkbenet. Av hälsoskäl frigavs han i januari 1949. Samma månad dömdes han till att betala 30 000 mark i böter och fråntogs sin statliga pension.

## von Papens ministär
- Konstantin von Neurath – utrikesminister
- Wilhelm von Gayl – inrikesminister
- Lutz Schwerin von Krosigk – finansminister
- Hermann Warmbold – riksekonomiminister
- Hugo Schäffer – arbetsmarknadsminister
- Franz Gürtner – justitieminister
- Kurt von Schleicher – försvarsminister
- Paul Eltz von Rübenach – post- och transportminister
- Magnus von Braun – jordbruksminister
- Günther Gereke – rikskommissarie för arbetsanskaffning
- Franz Bracht – minister utan portfölj (från den 29 oktober 1932)
- Johannes Popitz – minister utan portfölj (från den 29 oktober 1932)

## Utmärkelser
- Malteserorden
- NSDAP:s partitecken i guld
- Kommendör med stora korset av den svenska Kungl. Vasaorden (1938)